# Til-Châtel
Til-Châtel is een gemeente in het Franse departement Côte-d'Or (regio Bourgogne-Franche-Comté). De plaats maakt deel uit van het arrondissement Dijon. Til-Châtel telde 1.158 inwoners (op 1 januari 2021).

## Geografie
De oppervlakte van Til-Châtel bedroeg op 1 januari 2022 26,37 vierkante kilometer; de bevolkingsdichtheid was toen 43,1 inwoners per km².
De onderstaande kaart toont de ligging van Til-Châtel met de belangrijkste infrastructuur en aangrenzende gemeenten.

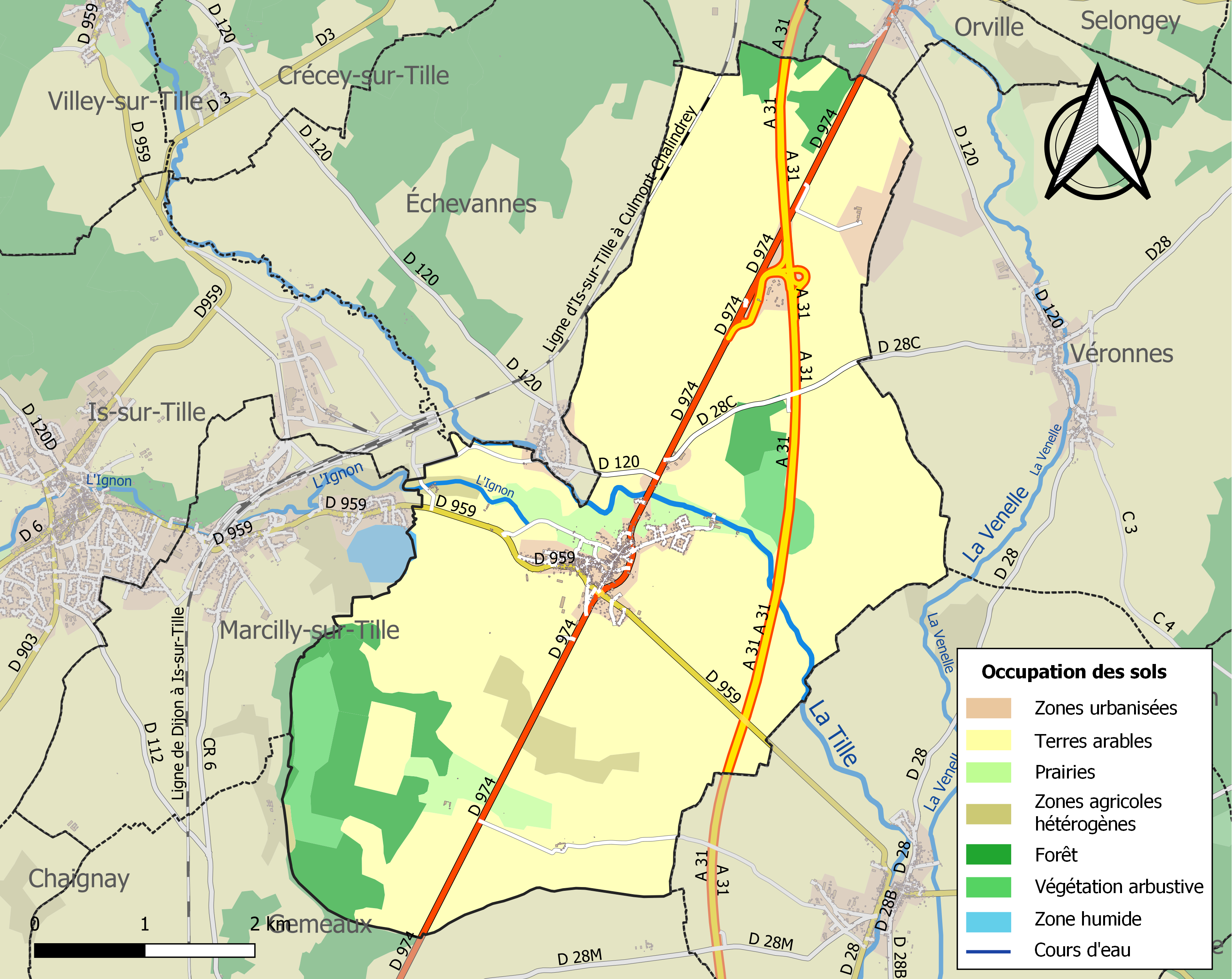

## Demografie
Onderstaande figuur toont het verloop van het inwonertal (bron: INSEE-tellingen).